# Anonychia rhabdota
Anonychia rhabdota är en fjärilsart som beskrevs av Eugen Wehrli 1937. Anonychia rhabdota ingår i släktet Anonychia och familjen mätare. Inga underarter finns listade i Catalogue of Life.